# Вейхе, Торкиль
Торкиль Вейхе (дат. Torkil Veyhe; род. 9 января 1990 в Торсхавне, Фарерские острова) — фарерский профессиональный шоссейный велогонщик, выступающий за континентальную команду «Virtu Cycling». Многократный чемпион Фарерских островов.

## Достижения
2009
Чемпионат Фарер
1-й  Индивидуальная гонка
1-й  Групповая гонка
2012
Чемпионат Фарер
1-й  Индивидуальная гонка
1-й  Групповая гонка
2015
Чемпионат Фарер
1-й  Индивидуальная гонка
1-й  Групповая гонка
2016
8-й Тур Химмерланда
9-й Гран-при Хорсенса
2017
Чемпионат Фарер
1-й  Индивидуальная гонка
1-й  Групповая гонка
3-й Гран-при Хорсенса
3-й Скиве-Лёбет
5-й Тур Фюна
6-й Тур Дании
8-й Тур Средних Нидерланд